# Gavión

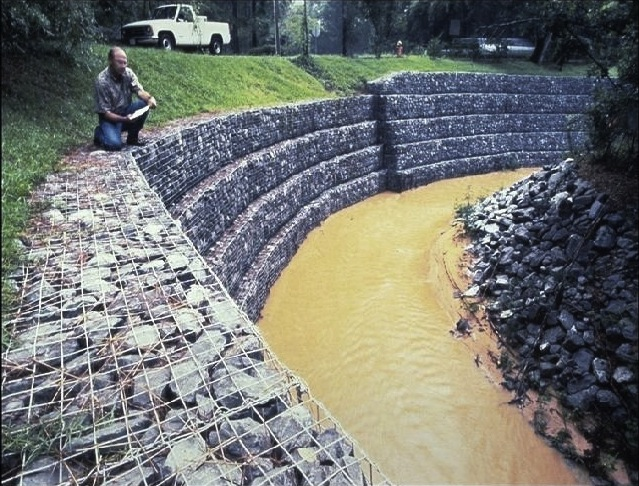
Protección de la margen de un arroyo.

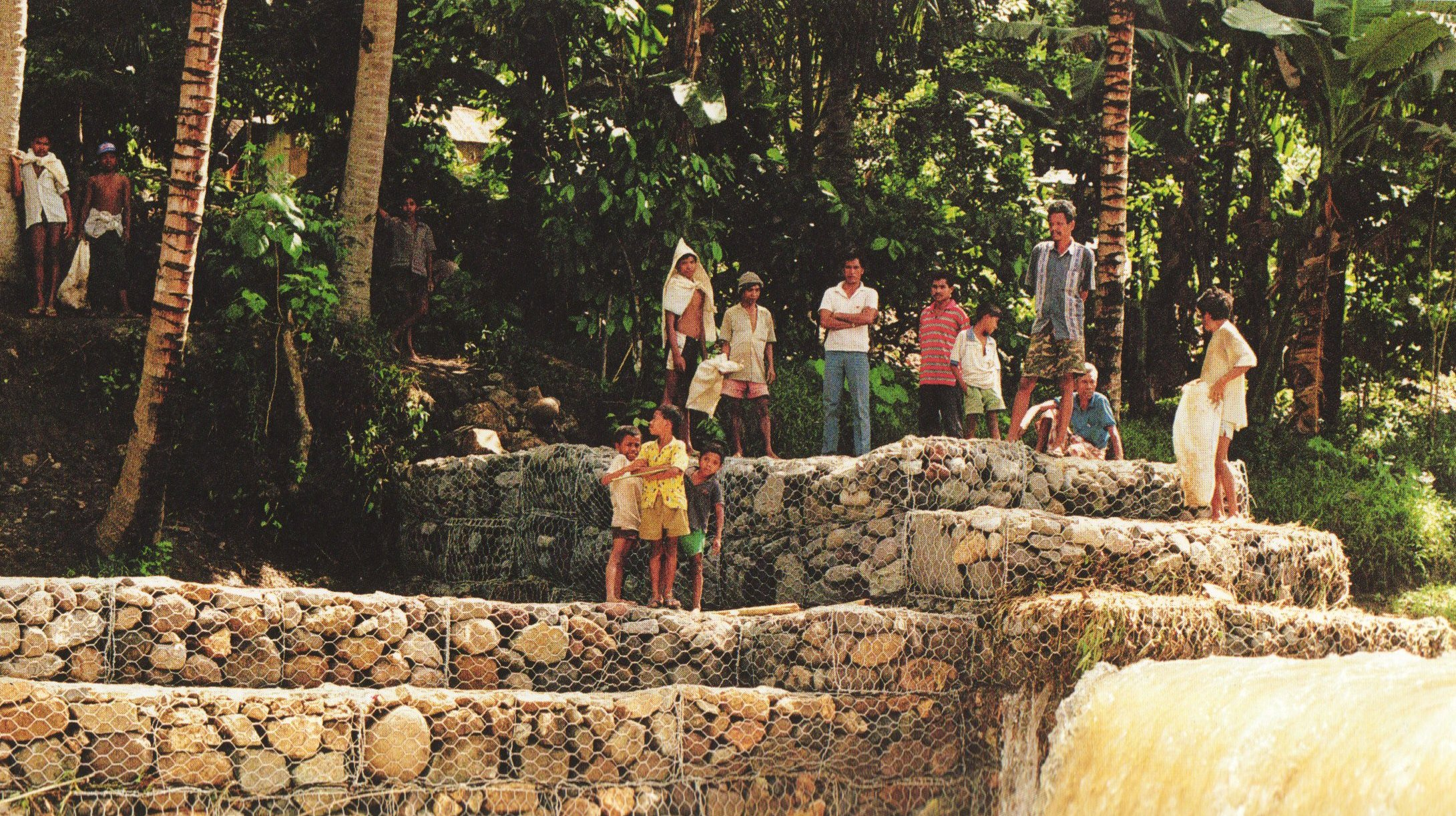
Protección de márgenes por medio de gaviones.

En ingeniería, los gaviones consisten en una caja o cesta de forma prismática rectangular, rellena de piedra o tierra, de mimbre o mallas metálicas de acero inoxidable o hierro galvanizado con bajo contenido de carbono.
Como las operaciones de armado y relleno de piedras no requieren ninguna pericia, con los gaviones se pueden ejecutar obras que de otro modo requerirían mucho más tiempo y operarios especializados.
Mayormente se fabrican con mallas electrosoldadas debido a una mayor rigidez, belleza y resistencia a los esfuerzos, trabajando como un todo en forma monolítica por la densidad del relleno, realizados con varillas de acero galvanizado de un diámetro según cálculo que ronda entre los 3mm a los 10mm. Por su permeabilidad, permite que los atraviese el agua, aliviando las grandes tensiones por presión hidrostática que se acumulan detrás de los muros. También existe otra variante realizada con un tejido de triple torsión y escuadradas tipo 8×10 m de alambre de acero de 2,5 mm, al que se le da tres capas de galvanizado, con 270 gramos de zinc, las aristas tendrán que ser reforzadas con alambre de 3,4 mm y también se utilizara  alambre para el amarre de sus caras.
Otra particularidad de estas estructuras es la  muy buena integración al ambiente, permitiendo el desarrollo de la vegetación y la vida de la fauna  autóctona del lugar.
Los gaviones pueden tener diferentes aspectos, es muy frecuente encontrarlos con forma de caja, que pueden tener largos de por ejemplo 1,5, 2, 3 o 4 m, una anchura de 1 m y una altura de 0,5 o 1,0 m. Las dimensiones finales se determinan con base en las necesidades y requerimientos de la obra en cuestión.

## Historia
La aparición de los gaviones se remonta al 3000 a. C. en la costa central peruana, donde los constructores de la civilización Caral usaban la técnica de shicras, bolsas hechas con fibras vegetales y llenas de bloques de piedra, con las que rellenaban las plataformas de los templos, colocándolos ligeramente separadas. De esa manera lograban estabilidad en las estructuras. Al ocurrir un fuerte sismo o terremoto, ese núcleo de shicras que hacía de base del edificio se movía con la vibración, pero de manera limitada, pues las piedras eran contenidas en las bolsas. Luego, las shicras se reacomodaban encontrando un nuevo punto de estabilidad. La shicras tenían pues, una función antisísmica.

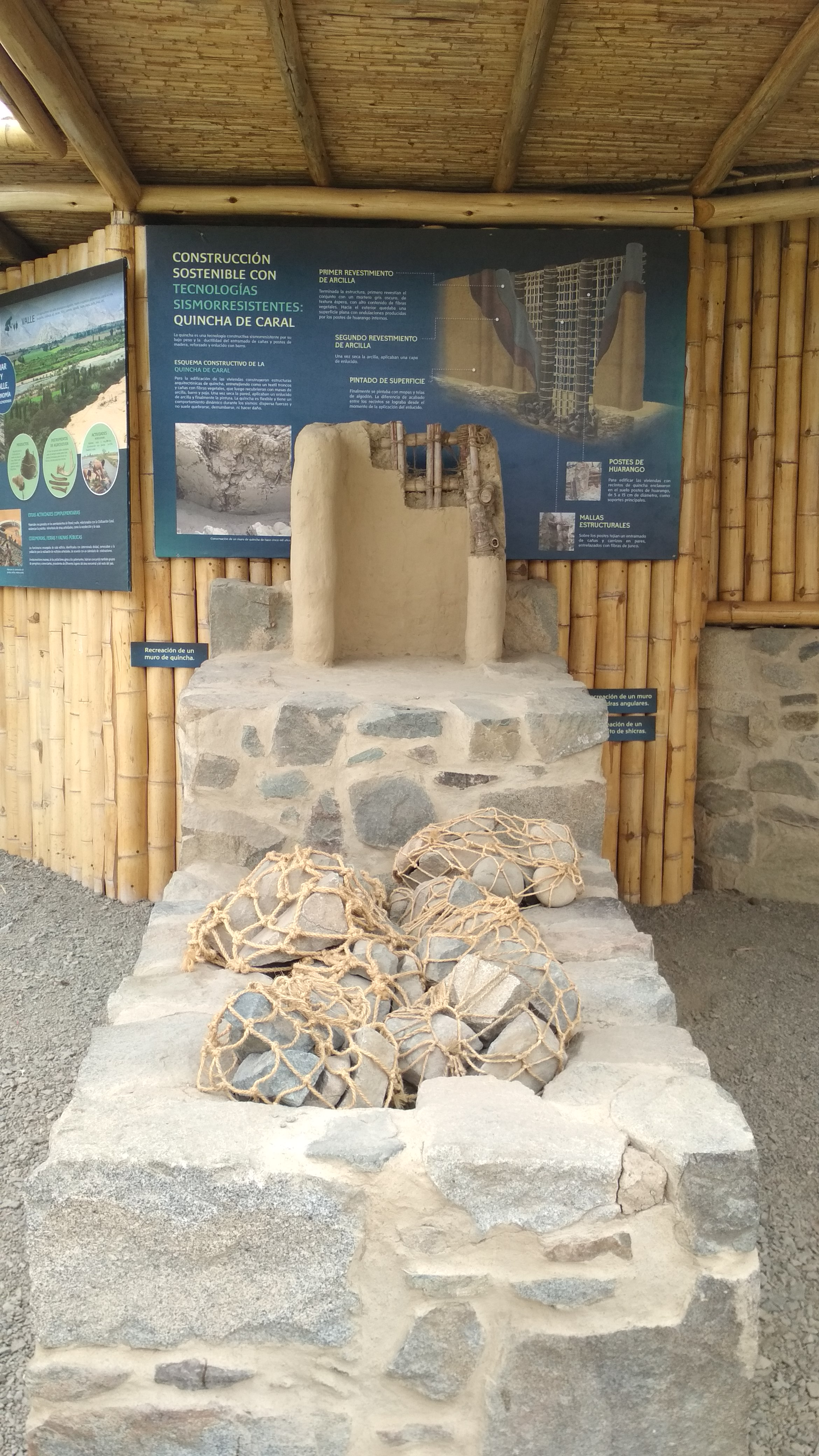
Shicras de Caral.

Paralelamente en el año 700 a. C. en Egipto, los egipcios construían diques en las orillas de río Nilo a base de canastas de fibras naturales.
En el siglo XVI durante las guerras, los ingenieros utilizaban unas cestas de mimbre rellenas de tierra denominadas por sus inventores italianos “gabbioni” o “jaulas grandes” para fortificar los emplazamientos militares y reforzar las orillas de los ríos.

## Ventajas
- Presentan una amplia adaptabilidad a diversas condiciones, ya que son fáciles de construir aun en zonas inundadas

- Funcionan como presas filtrantes que permiten el flujo normal del agua y la retención de azolves.
- Debido a que los cajones de gaviones forman una sola estructura tienen mayor resistencia al volteo y al deslizamiento.
- Controlan eficientemente la erosión en cárcavas de diferentes tamaños.
- Tienen costos relativamente bajos, en comparación con las presas de mampostería.
- Tienen una alta eficiencia y durabilidad (mayor a 5 años).

## Usos

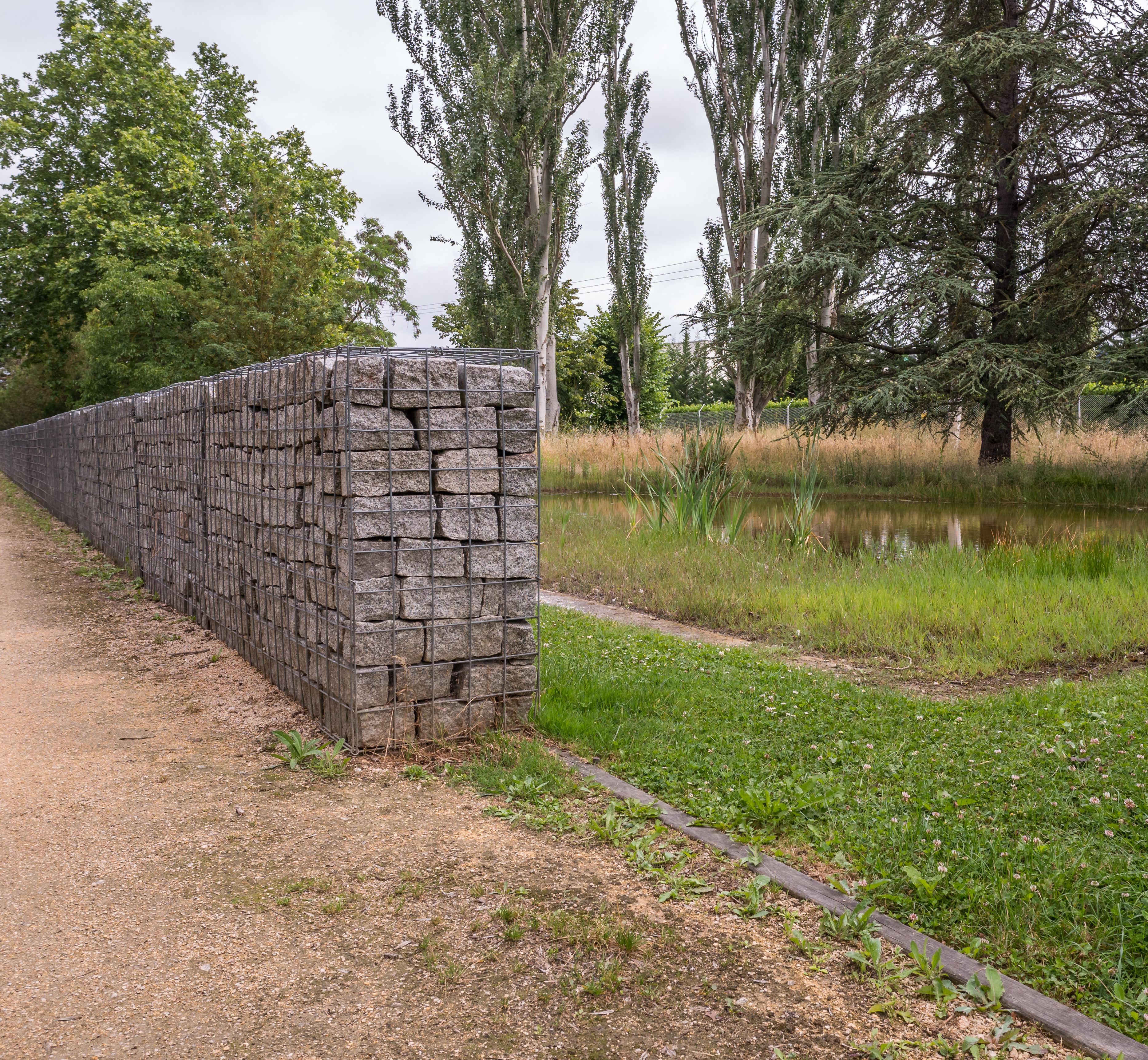
Gavión en un parque

- Muros de contención: los muros de gaviones están diseñados para mantener una diferencia en los niveles de suelo en sus dos lados constituyendo un grupo importante de elementos de soporte y protección cuando se localiza en lechos de ríos.
- Conservación del suelo: la erosión hídrica acelerada es considerada sumamente perjudicial para los suelos, pues debido a este fenómeno, grandes superficies de suelos fértiles se pierden; ya que el material sólido que se desprende en las partes media y alta de la cuenca provoca el azolvamiento de la infraestructura hidráulica, eléctrica, agrícola y de comunicaciones que existe en la parte baja.
- Control de ríos: en ríos, el gavión acelera el estado de equilibrio del cauce. Evita erosiones, transporte de materiales y derrumbamientos de márgenes, además el gavión controla crecientes protegiendo valles y poblaciones contra inundaciones.
- Decorativos: se han utilizado como un nuevo recurso. Ejemplo: en Puerto Madero, Buenos Aires.